# La Tentation de l'innocence
La Tentation de l'innocence est un essai de Pascal Bruckner publié en 1995 chez Grasset et ayant obtenu la même année le prix Médicis essai.
L'« innocence » décrite dans cet ouvrage désigne la fuite des responsabilités chez l'homme occidental, à travers sa propre infantilisation ou victimisation.
La Tentation de l'innocence a reçu le prix Médicis en 1995.